# Едит Пијаф
Едит Пијаф (фр. Édith Piaf, 19. децембра 1915 — 10. (званично 11) октобра 1963) француска је чувена певачица шансона и национална музичка икона. Њена музика је често повезана са њеним трагичним животом а изводила је углавном баладе које су је и прославиле. Њене најпознатије песме су „La Vie en rose“ (1946), „Hymne à l'amour“ (1949), „Milord“ (1959), „Non, je ne regrette rien“ (1960). Њена песма Hymne à l'amour постала је инспирација за филм Toutes ces belles promesses француског режисера Jean-Paul Civeyrac. Песма Hymne à l'amour се такође може у виду одраде наћи на албуму Songs To No One 1991-1992 извиђача Џеф Барклија и Гари Лукаса.

## Детињство
Упркос безбројним објављиваним биографијама, многе чињенице и догађаји Едитиног живота су још увек обавијени велом мистерије. Рођена је под пуним именом Едит Ђована Гасион (фр. Édith Giovanna Gassion) у Белевилу у Паризу, у имиграционом одељењу како је касније сазнао и објавио Данијел Пенак. Названа је Едит по погубљеној енглеској сестри Едит Кавел, а презиме Пијаф, што на француском значи врабац, добила је захваљујући надимку 20 година касније).
Њена мајка, Анета Ђована Мајар (1898—1945), била је Италијанка, тада седамнаестогодишња девојка, пореклом из Ливорна, радила је певачица у кафеу под псеудонимом Line Marsa, а од ње је Едит узела средње име Ђована.‍:5 Отац, Луј Алфонс Гасијон (1881—1944), био је улични акробат и позоришни извођач. Мала Едит је најпре била остављена накратко код баке са мајчине стране. Касније, Едитин отац долази и одводи је код његове мајке која је водила бордел у Нормандији, и онда се пријављује у француску војску (1916). Тада је Едит била у контакту са проституткама и најразличитијим људима који су утицали на њену личност и променили су њен начин виђења живота.
Од своје треће до седме године живота Едит је била слепа. По једној од легенди, Едит је опет прогледала када је једна од бабиних проститутки отишла на ходочашће до сада већ канонизоване светице Терез де Лисије. Године 1929. придружила се оцу у његовим уличним акробацијама. Касније је изнајмила собу у хотелу Клермон и одвојила се од њега, идући својим путем као улична певачица у Паризу. Имала је око 16 година када се заљубила у достављача Луј Дипона, са којим је добила дете, малу девојчицу по имену Марсела. Марсела је убрзо умрла од менингитиса.

### Венчање родитеља
Луј Гасион, отац Едит Пијаф, придружио се 89.ој пешадији ,11 août 1914. године која се налазила у Сансу. Капетан му је дозволио тродневно одсуство како би се венчао. Венчање је било 4 септембра  1914. године, са Анетом Маилард. Извештај о венчању који се чува у општинским архивима говори о томе да се церемонија одржала у 10 сати и 30 минута док су битке Првог светског рата беснеле на истоку Француске. Матичар тога дана био је Дупшез, помоћник сенатора градоначелника Сенс-а, од 1872. до 1879. године. Због присуства у Сенсу, Едитин отац наставља војну службу а породица остаје у том граду због њега.

## Певачка каријера
Године 1935, Едит открива власник ноћног клуба Луј Лепле (Louis Leplée), чији су клуб посећивали слојеви како ниже тако и више класе. Он ју је форсирао да пева упркос њеним нервозама и тремама. Њена висина (142 cm) инспирисала га је да је назове именом који ће је пратити целог живота и бити њено уметничко име: Мали врабац (La Môme Piaf). Њена прва плоча појавила се исте године. Недуго затим, Лепле је убијен а Едит оптужују да је била саучесник у његовом убиству, али је ослобођена оптужбе.

## Певачица кабареа
У јесен 1935. године, Едит Пијаф је откривена на углу авеније Мак-Махон и улице Троион од стране Луиса Лепле, менаџера кабареа Le Gerny's, која се налази у авенији Јелисејска поља . е Лепле постаје њен ментор и старатељ и који, ангажовањем у кабареу, бира уметничко име  "Едит Пијаф" (као "врабац"). Едит је радила сваке вечери и имала је смештај. Прво вече нико није веровао да ће једна стидљива девојка освојити цео кабаре. Једне вечери упознаје познатог певача Канетиа који јој предлаже да јој помогне око каријере. 1936. Едит снима своу прву песму Les Mômes de la cloche. Песма је толико била популарна да је била на свим топ листама скоро шест месеци.
Године 1940, Жан Кокто пише успешан комад Le Bel Indifférent у коме Едит глуми. Спријатељила са познатим људима, као што је глумац Морис Шеваље и песник Жак Боржеа. Сама је писала текстове за већину својих песама, и удружује се са композиторима због мелодија.
Њена песма која јој постаје заштитни знак, "La Vie en rose" писана је усред немачке окупације Париза током Другог светског рата. У то време, она је постајала све успешнија. Певајући за високе немачке официре у пар клубова, Едит је зарадила право да се слика са француским ратним заробљеницима, под изговором да би им дигла морал. Када би те слике дошле у посед затвореницима, они би исецали своје ликове на фотографији, и користили их да направе лажне документе за бег из затвора. Данас, Едитина повезаност са Француским покретом отпора је позната и многи јој и данас дугују животе. После рата путовала је на турнеје по Европи и Америци (јужној и северној), где је постала интернационално позната личност. Њена популарност у САД је била толика да се појавила осам пута у емисији Шоу Ед Саливана и два пута у Карнеги холу (1956 и 1957). Помогла је успону каријере Шарла Азнавура, водећи га на турнеју са њом по Француској и САД.
Велика љубав Едит Пијаф, боксер Марсел Сердан, погинуо је 1949. у авионској несрећи. Пијаф се удавала два пута. Њен први муж био је Жак Пил, певач; венчали су се 1952. и развели 1956, а други, Тео Сарапо (фр. Théo Sarapo), био је фризер, певач и глумац, 20 година млађи од ње. Венчали су се 1962.
Године 1951, доживела је саобраћајну несрећу после које је постала зависник од морфијума, од кога се касније одвикла.
Дворана Олимпија у Паризу је место где је Пијаф последњи пут одржала серију популарних концерата. Ту је држала рецитале од јануара 1955. до октобра 1962. Одломци пет рецитала (1955, 1956, 1958, 1961, 1962) су сакупљени и издати на плочи. У априлу 1963, Пијаф снима своју последњу песму: "L'homme de Berlin".

## Смрт и заоставштина
У својој 47. години, Пијаф умире од рака на Француској ривијери, 10. октобра 1963, један дан раније од свог пријатеља Жан Коктоа. Њено тело враћено је у Париз и тада је и њена смрт је објављена 11. октобра. Тај датум је постао званични датум њене смрти. Говори се да је њено тело враћено у Париз у тајности, да би њени фанови мислили да је умрла у свом родном граду. Та информација и дан данас остаје мистерија о којој се још увек спекулише. Сахрањена је на чувеном гробљу Пер Лашез у Паризу. Упркос томе што је париски надбискуп католичке цркве забранио маси да се окупља на гробљу због начина на који је живела, њена сахрана је окупила неколико хиљада људи на улице Париза. Убрзо је гробље било претрпано са више од 40.000 обожавалаца и поштовалаца. Шарл Азнавур је помињао сахрану Едит Пијаф као догађај који је први пут комплетно зауставио саобраћај у Паризу, још од времена Другог светског рата. Данас постоји музеј посвећен Едит Пијаф у Паризу, а она се памти као једна од најбољих Француских певачица.

## Песме
1933
- Entre Saint-Ouen et Clignancourt

1934
- L'Étranger

1935
- Mon apéro
- La Java de Cézigue
- Fais-moi valser

1936
- fr
- J'suis mordue
- Mon légionnaire
- Le Contrebandier
- La Fille et le chien
- La Julie jolie
- Va danser
- Chand d'habits
- Reste
- Les Hiboux
- Quand même
- La Petite boutique
- Y'avait du soleil
- Il n'est pas distingué
- Les Deux ménétriers
- Mon amant de la coloniale
- C'est toi le plus fort
- Le Fanion de la légion
- J'entends la sirène
- Ding, din, dong
- Madeleine qu'avait du cœur
- Les Marins ça fait des voyages
- Simple comme bonjour
- Le Mauvais matelot
- Celui qui ne savait pas pleurer

1937
- Le Grand Voyage du pauvre Nègre
- Un jeune homme chantait
- Tout fout le camp
- Ne m'écris pas
- Partance (with Raymond Asso)
- Dans un bouge du Vieux Port
- Mon cœur est au coin d'une rue

1938
- С'est lui que mon cœur a choisi
- Paris-Méditerranée
- La Java en mineur
- Browning
- Le Chacal
- Corrèqu' et réguyer

1939
- Y'en a un de trop
- Elle fréquentait la rue Pigalle
- Le Petit Monsieur triste
- Les Deux Copains
- Je n'en connais pas la fin

1940
- fr
- On danse sur ma chanson
- Sur une colline
- C'est la moindre des choses
- Escale
- La fille de joie est triste (L'Accordéoniste)

1941
- Où sont-ils, mes petits copains?
- C'était un jour de fête
- C'est un monsieur très distingué
- J'ai dansé avec l'Amour
- Tu es partout
- L'Homme des bars
- Le Vagabond

1942
- Jimmy, c'est lui
- Un coin tout bleu
- Sans y penser
- Un monsieur me suit dans la rue

1943
- J'ai au'à l'regarder...
- Le Chasseur de l'hôtel
- C'était une histoire d'amour
- Le Brun et le Blond
- Monsieur Saint-Pierre
- Coup de Grisou
- De l'autre côté de la rue
- La Demoiselle du cinqième
- C'était si bon
- Je ne veux plus laver la vaisselle
- La Valse de Paris
- Chanson d'amour
- Ses mains

1944
- Les deux rengaines
- Y'a pas d'printemps
- Les Histoires de coeur
- C'est toujours la même histoire

1945
- Le Disque usé
- Elle a...
- Regarde-moi toujours comme ça
- Les Gars qui marchaient
- Il Riait
- Monsieur Ernest a réussi

1946
- La Vie en rose
- Les trois cloches
- Dans ma rue
- J'm'en fous pas mal
- C'est merveilleux
- Adieu mon cœur
- Le Chant du pirate
- Céline
- Le petit homme
- Le Roi a fait battre tambour
- Dans les prisons de Nantes
- Elle chantait
- Mariage
- Un refrain courait dans la rue
- Miss Otis Regrets
- Il est ne le divin enfant

1947
- C'est pour ça
- Qu'as-tu fait John?
- Sophie
- Mais qu’est-ce que j’ai ?
- Le Geste
- Si tu partais
- Une chanson à trois temps (
- Un Homme comme les autres
- Les Cloches sonnent
- Johnny Fedora et Alice Blue Bonnet
- Le Rideau tombe avant la fin
- Elle avait son sourire

1948
- Monsieur Lenoble
- Les Amants de Paris
- Il a chanté
- Les vieux bateaux
- Il pleut
- Cousu de fil blanc
- Amour du mois de mai
- Monsieur X

1949
- Bal dans ma rue
- Pour moi tout' seule
- Pleure pas
- Le Prisonnier de la tour (Si le roi savait ça Isabelle)
- L'Orgue des amoureux
- Dany
- Paris

1950
- Hymne à l'amour
- Le Chevalier de Paris
- Il fait bon t'aimer
- La p'tite Marie
- Tous les amoureux chantent
- Il y avait
- C'est d'la faute à tes yeux
- C'est un gars
- Hymn to Love
- Le Ciel est fermé
- La Fête continue
- La Vie en rose

1951
- Padam... Padam...
- Avant l'heure
- L'homme que j'aimerai
- Du matin jusqu'au soir
- Demain (Il fera jour)
- C'est toi
- Rien de rien
- Si, si, si, si
- À l'enseigne de la fille sans cœur
- Télégramme
- Une enfant
- Plus bleu que tes yeux
- Le Noël de la rue
- La Valse de l'amour
- La Rue aux chansons
- Jezebel
- Chante-moi
- Chanson de Catherine
- Chanson bleue
- Je hais les dimanches

1952
- Au bal de la chance
- Elle a dit
- Notre-Dame de Paris
- Mon ami m'a donné
- Je t'ai dans la peau
- Monsieur et madame
- Ça gueule ça, madame

1953
- Bravo pour le clown
- Sœur Anne
- N'y va pas Manuel
- Les Amants de Venise
- L'effet qu'tu m'fais
- Johnny, tu n'es pas un ange
- Jean et Martine
- Et moi...
- Pour qu'elle soit jolie ma chanson
- Les Croix
- Le bel indifférent
- Heureuse

1954
- La Goualante du pauvre jean
- Enfin le printemps
- Retour
- Mea culpa
- Le "Ça ira"
- Avec ce soleil
- L'Homme au piano
- Sérénade du Pavé
- Sous le ciel de Paris

1955
- L'Accordéoniste
- Un grand amour qui s'achève
- Miséricorde
- C'est à Hambourg
- Légende
- Le Chemin des forains
- La Vie en rose (Spanish)

1956
- Heaven Have Mercy
- One Little Man
- 'Cause I Love You
- Chante-Moi
- Don't Cry
- I Shouldn't Care
- My Lost Melody
- Avant nous
- Et pourtant
- Marie la Française
- Les amants d'un jour
- L'Homme à la moto
- Soudain une vallée
- Une dame
- Toi qui sais

1957
- La Foule
- Les Prisons du roy
- Opinion publique
- Salle d'attente
- Les Grognards
- Comme moi

1958
- C'est un homme terrible
- Je me souviens d'une chanson
- Je sais comment
- Tatave
- Les Orgues de barbarie
- Eden Blues
- Le Gitan et la fille
- Fais comme si
- Le Ballet des cœurs
- Les Amants de demain
- Les Neiges de Finlande
- Tant qu'il y aura des jours
- Un étranger
- Mon manège à moi (

1959
- Milord
- T'es beau, tu sais

1960
- Non, je ne regrette rien
- La Vie, l'amour
- Rue de Siam
- Jean l'Espagnol
- La belle histoire d'amour
- La Ville inconnue
- Non, la vie n'est pas triste
- Kiosque à journaux
- Le Métro de Paris
- Cri du cœur
- Les Blouses blanches
- Les Flons-Flons du bal
- Les Mots d'amour
- T'es l'homme qu'il me faut
- Mon dieu
- Boulevard du crime
- C'est l'amour
- Des histoires
- Ouragan
- Je suis à toi
- Les Amants merveilleux
- Je m'imagine
- Jérusalem
- Le vieux piano

1961
- C'est peut-être ça
- Les bleuets d'azur
- Quand tu dors
- Mon vieux Lucien
- Le Dénicheur
- J'n'attends plus rien
- J'en ai passé des nuits
- Exodus
- Faut pas qu'il se figure
- Les Amants
- No Regrets
- Le Billard électrique
- Marie-Trottoir
- Qu'il était triste cet anglais
- Toujours aimer
- Mon dieu (English version)
- Le Bruit des villes
- Dans leur baiser

1962
- À quoi ça sert l'amour (
- Le Droit d'aimer
- À quoi ça sert l'amour?
- Fallait-il
- Une valse
- Inconnu excepte de dieu
- Quatorze Juillet
- Les Amants de Teruel
- Roulez tambours
- Musique à tout va
- Le Rendez-vous
- Toi, tu l'entends pas!
- Carmen's Story
- On cherche un Auguste
- Ça fait drôle
- Emporte-moi
- Polichinelle
- Le petit brouillard (Un petit brouillard)
- Le Diable de la Bastille

1963
- C'était pas moi
- Le Chant d'amour
- Tiens, v'là un marin
- J'en ai tant vu
- Traqué
- Les Gens
- Margot cœur gros
- Monsieur Incognito
- Un Dimanche à Londres
- L'Homme de Berlin (њен задњи снимак)

## Студијски албуми
- 1947 : La rue Pigalle / Édith Piaf Sings (на језику француски) Vox VSP 305
- 1948 : Chansons des cafés de Paris Decca A-697
- 1949 : Édith Piaf Sings Vox PL 3050 / Polydor PLP 3050; reprend trois chansons de Vox VSP 305
- 1950 : Chansons des cafés de Paris Decca DL-6004; réédition de Decca A-697 avec deux chansons supplémentaires
- 1950 : Chansons parisiennes Columbia FL 9501
- 1950 : Chansons parisiennes Volume II Columbia FL 9507
- 1950 : Édith Piaf Sings Columbia FL 9510
- 1951 : Édith Piaf Sings Again Columbia FL 9520
- 1951 : Encores Columbia FL 9527
- 1951 : Hits from "La P'tite Lily" Columbia FL 9535
- 1952 : Encores Parisiennes Columbia CL 6223
- 1953 : Édith Piaf / Je t'ai dans la peau Columbia FS 1014
- 1953 : La Vie en rose Columbia FS 1008
- 1954 : Le Bel Indifférent - 1 acte de Jean Cocteau Columbia FS 1021
- 1954 : Édith Piaf Sings Bravo pour le clown Angel Records ANG 64005
- 1954 : Édith Piaf rencontre Charles Trenet Columbia FS 1031 (avec Charles Trenet)
- 1955 : Édith Piaf chante Raymond Asso Polydor 530 027
- 1955 : Piaf of Paris Angel Records ANG 64015
- 1955 : Piaf Tonight Angel Records ANG 65024
- 1955 : Mes grands succès Columbia FS 1037
- 1956 : La Vie en rose / Édith Piaf Sings in English Columbia CL 898
- 1958 : Édith Piaf / J'ai dansé avec l'amour Columbia ML 4779
- 1958 : Mea Culpa Columbia 33CSX 5
- 1959 : Le Ballet des cœurs Pathé PAM 67.010
- 1959 : Piaf! Capitol T10210
- 1960 : Édith Piaf / C'est l'amour Columbia FS 1083
- 1960 : Sincerely..... Édith Piaf Columbia 33SX 1276
- 1961 : De l'accordéoniste à Milord Columbia 33 FSX 138 HS
- 1962 : Potpourri par Piaf Capitol T 10295
- 1962 : Les Amants de Teruel Columbia FS 1104
- 1963 : Édith Piaf / Amour du mois de mai Decca 99.018/London SKL 4351

## Филмови
- La garçonne (1936)
- Montmartre-sur-Seine (1941)
- Etoile sans lumière (1946)
- Paris chante toujours (1951)
- Boum sur Paris (1953)
- Si Versailles m'était conté (1954)
- French cancan (1954)

## Фестивал
Удружење „пријатељства Пољска-Француска” у сарадњи са париским удружењем пријатељи Едит Пијаф организују од 2009. године, у Кракову у Пољској, међународни фестивал француске песме „Велика награда Едит Пијаф”. Овај конкурс је отворен за све, једини захтев је да се представе две француске песме, укључујући барем једну из репертоара Едит Пијаф. Учесници могу освојити главну награду Едит Пијаф.